# 地掌镇
地掌镇，是中华人民共和国陕西省咸陽市长武县一个已撤销的乡级行政区。
2015年，陕西省民政厅批复同意撤销地掌镇，将其所辖地掌、浅水、代岭3个村划归昭仁街道办事处，槐庄、齐宇河、朱家沟、米家墩、南峪5个村划归彭公镇，汤渠、司家河、武家沟、半坡、庵里、东升、西坡、马寨8个村划归洪家镇。